# Włatcy Móch
Włatcy Móch (deutsch Die Herren der Fliegen, auf Polnisch mit Rechtschreibfehlern geschrieben) ist eine polnische Fernsehserie, die von den Abenteuern von vier Kindern der Klasse 2B in einer polnischen Schule handelt. Die Abenteuer spielen in ihrer Schule, in ihrem modernen Baumhaus und auf dem Friedhof, wo der Zombie Czesio wohnt. Der Titel der Serie kommt aus William Goldings Roman Herr der Fliegen und ist auch eine Anspielung auf Beelzebub.
In Polen läuft die Serie auf TV4.

## Figuren

### Hauptfiguren
- Anusiak – der Politiker (aus dem lateinischen Wort anus, was der After bedeutet). Sein Vater ist ein Politiker (wegen der Farben der Anzüge seines Vaters kann man davon ausgehen, dass Anusiaks Vater ein Mitglied der polnischen Partei Samoobrona ist). Er bekommt jedes Jahr zu Weihnachten ein paar Socken. Außerdem leidet er an einer Allergie, weshalb ständig seine Nase läuft.
- Maślana – der Banker (auf Deutsch „Buttermilch“, poln. für „Kohle“). Er denkt, dass man mit Geld alles  kaufen kann. Zum achten Geburtstag haben ihm seine Eltern ein Bankkonto eröffnet.
- Czesio – der Zombie. Er fühlt sich nach seinem Tod wohler, weil er zuvor an verschiedenen Krankheiten gelitten hat. Czesio ist der höflichste und wohlerzogenste der Gruppe, aber er ist ein wenig schwer von Begriff. Er wohnt auf dem Friedhof. Sein bester Freund ist der „Fluchbär“ (miś przekliniak). Sein Lieblingslied ist Gożkie rzale (richtig geschrieben: Gorzkie żale (Bittere Klagen), eine schwermütige polnische Passionsandacht).
- Konieczko – der Erfinder (aus dem polnischen konieczny, was notwendig bedeutet). Er liebt Experimente (vor allem mit Mäusen). Er ist Atheist und stottert ein wenig.
- Frau Frał – die Lehrerin (poln. Pani Frał, ausgesprochen Fraw, mit englischem w). Sie ist 70 Jahre alt und glaubt, dass alle Kinder artig sind. Sie hasst die vier Jungs. Außerdem ist sie noch Jungfrau.
- Die Krankenschwester (poln. Higienistka) – liebt alle Kinder, weil sie selber kein Kind hat. Sie hilft allen, besonders den vier Jungs. Sie ist eine Witwe. Ihr verstorbener Mann Marcel liegt auf demselben Friedhof, auf dem Czesio wohnt. In ihrer Freizeit spielt sie Blues auf der E-Gitarre.

### Sonstige Figuren
- Andżelika – die 11-Jährige kommt aus den USA und ist in der 2. Klasse wegen eines Schüler – Austauschprogramms zwischen Polen und den USA. Sie hasst die 4 Jungs.
- Marcel – ist, wie Czesio, ein Zombie. Er wohnt auf dem Friedhof mit seinem besten Freund – dem Oberst. Er hat Selbstmord begangen. Seine Frau war die Krankenschwester.
- Der Oberst – wohnt auf dem gleichen Friedhof wie Marcel. Er hat am Zweiten Weltkrieg teilgenommen.
- Der Busfahrer – ist ein Satanist. Er ist bei schwarzen Messen dabei.
- Der Priester – hat eine Koffeinallergie.
- Die Nonne – sieht genauso aus wie Frau »Frau«. Sie lehrt Religion in der Klasse. Ebenso wie Frau »Frau« hasst sie die Jungs.
- Onkel Alfred – ist eine Anatomiepuppe in Frau Frałs Klasse, die Czesio in sein Herz geschlossen hat.
- Zajkowski ein Mitschüler, der zwar in der Klasse sitzt, aber in der Serie niemals zu sehen ist. Er kann die vier „Włatcy“ nicht leiden und ist Andżelikas Freund.
- Karolina Andżelikas beste Freundin.

## Episoden

### 1. Staffel
1. Die Karte von Maślana (Karta Maślany)
Das Thema der heutigen Unterrichtsstunde ist Disziplin. Die Schüler dürfen keinen Mucks von sich geben und wegen der Stille fällt Czesio ein Ohr ab, weshalb er zur Krankenschwester muss, die es ihm mit einem Hefter wieder anklammert. Zum achten Geburtstag hat Maślana ein Bankkonto und eine Scheckkarte dazubekommen. In der Schule zeigt er während des Unterrichts die Karte stolz den Anderen. Frau Frał nimmt ihm die Karte weg und sagt Maślana, dass er die Karte erst zurückbekommt, wenn seine Eltern persönlich bei ihr vorsprechen. Die Jungs wollen das verhindern und bauen sich aus einem alten Fernsehkarton und einem Autoreifen ein Baumhaus als Basisstation, in der sie Plan aushecken, wie man die Karte aus Frau Frałs Haus klauen kann. Alle schwärmen aus und gehen auf die Suche nach Brauchbarem. Anusiak kommt mit einer Leiter zurück und Maślana mit einer Strumpfmaske. Konieczko bringt ein Periskop („zum Gucken“). Czesios Beitrag ist der Arm des Zombies Marcel, der seine Finger bewegt, wenn man an den herausstehenden Nervenenden zieht („zum Greifen“) und damit versuchen die Jungs die Karte durch das Fenster der schlafenden Frau Frał zu klauen. Beim zweiten Versuch kneift ein Ohrenkäfer Anusiak, so dass er die Leiter fallen lässt und Frau Frał durch den Lärm aufweckt. Während diese den Jungs eine Standpauke hält und wissen will, wo sie den Arm herhaben, klingelt es an der Tür. Dort steht der untote Marcel und möchte seinen Arm zurück. Am nächsten Morgen hat Maślana seine Karte wieder. (auf der DVD heißt die Episode Maślanas Scheckkarte (Debet Maślany))
2. Ich heiße Anusiak (Nazywam się Anusiak)
Das Thema der heutigen Unterrichtsstunde ist: „Was ich werden möchte, wenn ich erwachsen bin“. Konieczko möchte Erfinder werden, Maślana Banker, Anusiak Politiker und Czesio Sänger mit seinem Lieblingslied Gożkie rzale. Während des Unterrichts macht sich Anusiak ständig über die Nachnamen der anderen lustig. Seine Freunde wollen ihn deshalb nie wieder in der Basis sehen. Anusiak ist das egal und er geht triumphierend nach Hause. Die drei übrigen Jungs wollen für ihn einen Spitzname finden, um ihn ebenso auslachen zu können. Alle schwärmen wieder aus: Maślana im Internet, Konieczko sucht in seinen Büchern und Czesio schicken sie auf die Müllhalde. Der einzige der fündig wird, ist Czesio, der in einem alten englischen Wörterbuch das Wort anus für Arschloch findet. Als Anusiak am nächsten Morgen Unterschriften für seine Kandidatur sammeln will, lacht bereits die ganze Schule über ihn. Während der Biologiestunde, als Frau Frał einen Vortrag über unregelmäßig geformte Blätter hält, machen die anderen Pupsgeräusche und sagen, dass sie von Anusiak kommen. Er wird auf die Toilette geschickt, wo ihn Wegweiser zu „seinem Zimmer“ leiten. In der Toilette findet er die Erklärung für das Gelächter: das englische Wörterbuch. Er wird ohnmächtig und träumt Alpträume von seiner Kandidatur unter dem Namen Odbyciak (Arschloch). Als er aufwacht, findet er sich geheilt im Krankenzimmer wieder. Reumütig kehrt er zu den anderen zurück und bittet darum, wieder in die Basisstation zu dürfen, wenn er hoch und heilig verspricht sich nie wieder lustig zu machen. Czesio hat inzwischen die Bedeutung von Anusiak schon wieder vergessen und meint es bedeutet „unregelmäßig geformte Blätter“. Als er von Anusiak gebeten wird, sein Lied zu singen, intoniert er Gożkie rzale mit dem Text Odbyciak.
3. Ein Orden für Maślana (Order dla Maślany)
Die Jungs spielen Zweiter Weltkrieg. Anusiak ist ein SS-Soldat und Czesio sein jüdischer Gefangener. Maślana und Konieczko kämpfen auf der Gegenseite. Schließlich wirft Anusiak eine Granate. In Wirklichkeit ist das aber ein Stein, der Konieczko am Kopf trifft, so dass sie mit ihm zur Krankenschwester gehen müssen. Als Belohnung für seine Tapferkeit bekommt er von ihr eine Pipette als Orden geschenkt. Die anderen wollen nun auch so einen Orden und losen aus, wer von ihnen als nächster verletzt wird. Sie klopfen dazu Czesio auf die Schulter und wetten, welches Auge zuerst herausfällt. In der zweiten Runde des Kriegsspiels wird der SS-Mann Anusiak von den anderen an die Wand gestellt und soll erschossen werden. Er fragt die anderen, warum eigentlich er immer den SS-Mann spielen muss. Maślana antwortet, dass sein Vater am letzten Kindergeburtstag gesagt habe, Anusiak sehe aus wie eine bawarska golonka (Bayrische Schweinshaxe). Anusiak kennt das Wort nicht und fragt, was das ist. Konieczko erklärt ihm, das sei eine deutsche Friseuse (von poln. golić „rasieren“). Statt Kugeln fliegen nun Heftklammern aus einer Klammerpistole an seinen Hinterkopf. Auch er muss zur Krankenschwester und bekommt einen Gummiblasebalg. Die Lehrerin hält ihnen eine Standpauke und verbietet ihnen strengstens weiter Krieg zu spielen. Zur Strafe müssen sie Gymnastik machen. Czesio fällt dabei hin und bricht sich ein Bein. Er bekommt von der Krankenschwester einen Anstecker mit dem König des Blues – B.B.King. Nur Maślana geht leer aus. Aber sein Spiegelbild in der Toilette gibt ihm einen Tipp. Er soll sich seine Zunge in der Tür einklemmen und der Krankenschwester erzählen, er sei als Kriegsgefangener gefoltert worden, aber das bringt ihm nur eine weitere Gymnastikstunde ein. In der nächsten Pause rät ihm sein Spiegelbild, er soll sich als Schwerverletzter verkleidet bei der Krankenschwester melden, aber die durchschaut sein Spiel und er bekommt wieder keinen Orden. Schließlich fällt ihm ein, dass er ja einfach den anderen ihre Orden abkaufen kann. Als er mit seinen drei gekauften Orden nach Hause geht fällt er in den Kanalschacht und bricht sich beide Arme und Beine.
4. Onkel Alfred (Wójek Alfred)
Frau Frał hat von der Elternspende das Modell eines menschlichen Körpers angeschafft. Czesio findet als einziger in der Klasse Gefallen an ihm, weil er ihm ähnlich ist. Er nennt ihn „Onkel Alfred“. Zu Hause bei Maślana spielen die Jungs das Fantasybrettspiel „Magische Krieger“ und losen aus, wer anfangen darf, bzw. wer welche Rolle übernimmt: Sie spucken gegen die Fensterscheibe und der, dessen Spucke zuerst unten ankommt, fängt an. Czesio gewinnt und wählt die Rolle eines Elfen. Als Mission will er Onkel Alfred retten, was den anderen gar nicht gefällt, aber sie lassen ihn erst mal machen. Als er dann Maślana-Zombie mit den „magischen Eiern“ von Onkel Alfred erlegt, reicht es den anderen und er wird aus dem Spiel geworfen. Traurig kehrt er zum Friedhof zurück, wo er Marcel von seinem Kummer berichtet. Der schlägt ihm vor, Onkel Alfred einfach zu stehlen und zum Friedhof zu bringen, wenn er dafür als Gegenleistung der Krankenschwester einen Schrecken einjagt, damit sie nicht mehr zu seinem Grab kommt und ihm Blumen bringt und Blues vorspielt. Die Jungs beschließen ebenfalls, nachts Onkel Alfred aus der Schule zu klauen, damit Czesio Ruhe gibt. Als sie vor dem Klassenzimmer stehen, hören sie Frau Frał, und beobachten wie sie heimlich an Alfred herumfummelt. Plötzlich hören sie ein Klirren und den Aufschrei von Frau Frał, die danach ohnmächtig auf dem Boden liegt. Während Marcel Alfred gestohlen hat, bringt Czesio der Krankenschwester den Brief. Später spielt Czesio mit Alfred in der Friedhofskapelle das Fantasywürfelspiel und ist ganz glücklich, dass sich niemand über ihn lustig macht. Am nächsten Morgen droht die Lehrerin, die Polizei einzuschalten, wenn sie ihn nicht zurückbringen. Die Jungs verstehen bald, dass Czesio Onkel Alfred gestohlen hat, dass aber der Verdacht auf sie fallen wird, weil sie in der Nacht in der Schule waren. Mit Maślanas Geld bestellen sie aus dem Internet eine neue Figur. Als die Krankenschwester ihrem Marcel am nächsten Abend Bier statt Blumen ans Grab bringt, hört sie Czesios Stimme aus der Friedhofskapelle. Auch sie hat eine Idee: Aus einer Marienfigur konstruiert sie in ihrem Krankenzimmer eine Anatomiepuppe. Am nächsten Morgen stehen auf Frau Frałs Tisch zwei Figuren: eine halboffene Maria und eine männliche Sexpuppe.
5. Die Erstkommunion (Piersza komunja)
Konieczko bekommt zu seinem Namenstag eine kleine Maus namens Filipek und seine Eltern möchten, dass er Verantwortung übernimmt und sich um die Maus kümmert. Czesio warnt die Zuschauer in einer Mikrofonansprache, dass diese Folge möglicherweise kontroverse Inhalte enthält und entschuldigt dies damit, dass die Hauptpersonen eben noch Kinder seien. In der Schule findet die Unterweisung in die Erstkommunion statt und jeder soll täglich in die Kirche gehen und sich seinen Besuch abstempeln lassen. Wem ein Stempel fehlt, der darf nicht an der Beichte teilnehmen und kommt in die Hölle. Konieczko will aber nicht mitmachen, denn er hat ja nun etwas besseres zu tun: Er macht mit seiner Maus wissenschaftliche Experimente. Schließlich erfährt er von seinen Eltern, dass sie sehr stolz darauf sind, dass er sich so gut auf die Kommunion vorbereitet und um Filipek kümmert und deshalb viele Geschenke bekommt. Am nächsten Morgen ist die Maus bereits tot. Konieczko geht auf den Friedhof, um die Maus zu beerdigen. Da kommt Marcel (als Teufel) und schließt mit Konieczko einen Pakt, für den er ihm alle Stempel gibt. Am nächsten Tag haben alle ihre Stempel vollzählig und einen Zettel mit ihren Sünden dabei. Czesio hat einen Kassenzettel vom Supermarkt (d. h., er hat seine Sünden sogar in Brutto und Nettoversion...). Beim Beichten erscheint ihm Marcel als der Leibhaftige im Beichtstuhl und er stürzt in die Hölle. Dort findet er nur Dunkelheit und das Mikrofon an dem Czesio seine Einleitung gesprochen ist. Da er glaubt jetzt in der Hölle zu sein, flucht er, was das Zeug hält, aber das wird ihm schnell langweilig weil niemand zuhört. Schließlich erzählt er alles, was er getan hat, bricht in Tränen aus und ruft nach einem Freund. Auf einmal wird er von Czesio geweckt. Er hat alle seine Sünden gebeichtet. Auf dem Friedhof erscheint ihm Filipek als Engel. Konieczko entschuldigt sich bei ihm und bei Gott für alles, was er getan hat. Auf dem Nachhauseweg von der Kommunion begegnen sie Marcel, der als Mäuseverkäufer verkleidet ist. Sie bekommen von ihm Mäuse, wenn sie einen Pakt unterzeichnen...
6. Andzelika (Andżelika)
Anusiak findet in der Tasche seiner Mutter einen Tampon und glaubt, dass seine Mutter sich damit umbringen möchte. Er zeigt den Tampon seinen Freunden, aber die wissen auch nichts damit anzufangen und halten es für eine Art Patrone. In der Klasse gibt es ab heute eine neue Schülerin: die 11-jährige Andzelika, die vorher in den USA gewohnt hat. Ihre Eltern möchten nun in Polen bleiben und so kam sie in die Klasse von Frau Frał. Sie ist bauchfrei gekleidet, spricht mit sexy gehauchter Stimme und begrüßt ihre Klassenkameraden mit einem coolen „Hi“. Czesio ist sofort von ihr begeistert und handelt sich mit einem vorlauten Dzien dobry sofort eine Strafarbeit ein. Als die Jungs auf der Toilette die Sprengwirkung der „Patrone“ testen wollen, kommt plötzlich Andzelika in die Jungenstoilette – auf dem Mädchenklo sei alles besetzt. Sie bittet die Jungs um Feuer und entdeckt den Tampon. Sie erzählt, dass sie das von ihrer Schwester kennt und ihnen zeigen könnte, was man damit macht. Aber zuerst möchte sie, dass die Jungs ihr dafür auch etwas zeigen. Sie lassen ihre Hosen runter und dafür führt sie ihnen den Gebrauch eines Tampons vor. Czesio ist völlig entsetzt, dass sie keinen Schnippel hat. Ab da sind sie – ausgenommen Czesio – in sie verliebt. Wegen ihrer roten Köpfe werden sie erst mal zur Krankenschwester geschickt, aber die erklärt ihnen, dass gegen Verliebtheit nichts zu machen ist. An der Bushaltestelle fragt Andzelika, ob sie mit ihr gehen wollen und das wollen sie natürlich. Außer Czesio: der beschäftigt sich lieber damit seinen Fliegen das Lied Gozkie rzale beizubringen. Dabei stört ihn Andzelika auf dem Friedhof und verjagt seine Fliegen. Czesio ist sauer und sagt ihr, dass er sie nicht mag, weil sie keinen Schnippel hat. Aber sie möchte unbedingt etwas mit Czesio unternehmen. In der nächsten Unterrichtsstunde kaut Czesio irgendetwas. Frau Frał möchte, dass er es ausspuckt: eine Fliege. Als sie ihn fragt, warum er eine Fliege kaut, antwortet er, weil sie zu trocken gewesen sei. Die anderen Jungs schreiben unterdessen mit Andzelika Zettelchen. Sie antwortet, dass sie mit ihnen Schluss macht, da sie einen anderen liebt. An der Bushaltestelle ist Czesio traurig, dass ihm seine Fliegen fortgeflogen sind. Da kommt Andzelika mit einem Glas Fliegen vorbei und schenkt sie Czesio. Die Fliegen kreisen herzförmig um ihn herum. Aber Czesio lehnt ihr Geschenk ab: weil sie keinen Schnippel hat.
7. Die Hexe Shigella (Wiedźma Shigella)
Thema der Unterrichtsstunde sind Bakterien und Viren. Czesio bringt zu seinem Namenstag Pflaumen mit in die Schule. Mit den Pflaumen bewirtet er die anderen Freunde und Frau Frał. Daraufhin werden alle krank – von Czesios Pflaumen haben sie Bakterienruhr bekommen und müssen ins Krankenhaus. Maślana bekommt von seinem Vater einen Computer ins Krankenhaus geschickt. Die Jungs spielen mit Maślana ein Fantasy-Adventuregame, in dem sie eine Hexe namens Shigella (wie der Erreger der Bakterienruhr) besiegen müssen. Die Spielfiguren sehen genauso aus wie sie. In der ersten Stufe muss Maślana einen Kämpfer besiegen, der aussieht wie Konieczko, und erhält so ein Kettenhemd. In der zweiten Stufe muss er in einer Höhle den Druiden befreien, die aber von Marcel bewacht wird. Der Druide erzählt ihm alles über die Hexe Shigella. In der dritten Station kauft er in der Stadt auf dem Markt beim Zauberwaffenhändler Czesio eine Rolle Klopapier. Als er aus dem Zelt heraustritt, findet er sich in einer verschneiten Einöde wieder, in deren Mitte ein Turm steht, der aussieht wie ein riesiger Scheißhaufen. Die Jungs müssen ihr Krankenhausbett wechseln, weil Czesio ins Bett gemacht hat. Im Turm findet Maślana die Hexe Shigella, die wie Frau Frał aussieht. Er versucht sich mit einem Schutzanzug aus Klopapier gegen sie zu schützen, aber das hilft nichts und er soll in einem Riesenklo hinuntergespült werden. Da erscheint der Druide und begräbt die Hexe unter einem Haufen magischer Kohle. Als sie am nächsten Morgen von Frau Frał besucht werden, erscheint auch da der Druide und begräbt sie unter einem Haufen aus Einrichtungsgegenständen des Krankenzimmers.
8. Der Hygieneblues (Higieniczny blues)
Die Krankenschwester ist unglücklich. Die Jungs wollen ihr helfen und gehen in die Kirche, um Gott zu bitten, damit die Krankenschwester glücklich ist. Gott erfüllt das Gebet und die Krankenschwester erlebt eine Glückssträhne – sie gewinnt 6 Mio. im Losso-Lotto und findet eine neue Liebe. Wegen des vielen Glücks ist sie noch immer unglücklich. Die Jungen beten ein zweites Mal.
9. Die Gehirnwäsche (Pranie mózgów)
Anusiak, Konieczko, Maślana und Czesio schauen einen Film über Hitler und sind so begeistert, dass sie alles genauso machen wollen wie er. Am nächsten Morgen überfallen sie eine Gruppe an der Haltestelle. Frau Frał ist verärgert und lässt sie einen Film über Stalin angucken. Leider hilft das nicht, sondern sie wollen jetzt wie Stalin sein: aus dem Müllcontainer bauen sie den Panzerkreuzer „Aurora“. Zum Glück greift die Krankenschwester ein und lässt sie ihre DVD-Sammlung von Speedlife-Mission gucken.
10. Die Milchhaut, die Milchfrau und ein Korken für den Frosch (Korzóh, mleczarka i korek do rzaby)
Die Schule führt das Regierungsprogramm „Trink Milch, sei gesund“ ein. In die Schule kommt eine Milchfrau und in jeder Freistunde in der Schule müssen alle Schüler Milch trinken. Die Jungs wollen das natürlich nicht. Schließlich wollen sie herausfinden, ob die Milchfrau eine Außerirdische ist.
11. Bus und Souvenir (Ałtobus i suwenira)
Die zweite Klasse macht einen Ausflug nach Łopianów. Auf dem Ausflugsplan steht das bekannte Naturreservat. Die Jungs sind unartig und Frau Frał lässt sie im Bus bleiben. Sie gehen jedoch ins Souvenirgeschäft, wo sie eine große Keule kaufen. Der Busfahrer weist sie darauf hin, dass man mit dieser Keule jedem um sein Leben bringen kann. Anusiak schlägt Andzelika damit und sie verliert die Erinnerung. Beim zweiten Mal wird Aniusiak selbst getroffen. Genauso wie Andzelika erinnert er sich an nichts mehr. Konieczko und Maślana müssen ihm helfen.
12. Das Museum (Muzełum)
In Łopianów besichtigt Frau Frałs Klasse das Museum. Später begreifen alle, dass es kein gewöhnliches Museum ist...

### 2. Staffel
13. Der Nikolaustag (Mikołajki)
Die Jungs und Andzelika schreiben Briefe an den Nikolaus. Am nächsten Morgen, erklärt Frau Frał, dass es keinen Nikolaus gibt. Für die Jungs und Andzelika ist dies eine große Enttäuschung – alle weinen in der Nacht. Marcel und der Oberst möchten sie trösten. Marcel verkleidet sich als Nikolaus. Zur gleichen Zeit besucht Frau Frał die Krankenschwester zu Hause. Sie spricht mit ihr über den Nikolaustag. Sie will in der Schule einen Tag des Guten Schulgespenstes feiern. Hieraus entstehen viele Probleme.
14. Ausgrabungen (Wykopki)
mit dem Bauern Marian Kalina fahren die Kinder zu Ausgrabungen. Mit Explosionen, Alkohol und anderen Sachen haben die Jungs viel Spaß und erleben tolle Abenteuer.
15. Karneval (Karnawau)
Schneewittchen steht in der Klasse als Leseprogramm auf dem Lehrplan, aber die Jungs mögen das nicht und möchten stattdessen lieber Die außerirdische Kommandotruppe angucken. Frau Frał plant ein Kostümfest, in dem sich die Mädchen als Schneewittchen und die Jungen als Zwerge verkleiden sollen. Die drei Jungs verkleiden sich stattdessen wie die Außerirdische Kommandotruppe. Nur Maślana wird von seinen Eltern als Schneewittchenfigur verkleidet! Die Jungs (Maślana auch) spielen, dass jeder ein Mutant ist und Frau Frał der Mutantenanführer.
16. Romek und sein Willi (Romek i jego Fred)
(diese Folge wurde wegen ihres Inhalts im polnischen Fernsehen nicht gesendet) – Zu Maślana kommt sein Cousin Romek zu Besuch. Er spricht immer über das Willi-Rubbeln. Die Jungs wollen wissen, was das ist und so fragt Maślana die Krankenschwester. Sie erklärt ihnen, dass sich Romek selbstbefriedigt und dass der Willi sein Penis ist.
17. Totale Kontrolle (eig. Kontrolle muss sein) (Maksymalna kontrola)
Die Schule führt das Regierungsprogramm „Totale Kontrolle“ ein. Jeder Schüler muss kontrolliert werden und in der Schule gibt es einen Roboter, der die Kontrolle ausübt. Die Folge spielt auf ein Programm des ehemaligen polnischen Bildungsministers Roman Giertych an, das jedoch nicht eingeführt wurde.
18. Omas Radio (Radyjko Babci)
Anusiak ist bei seiner Oma zu Besuch. Sie hört aber die ganze Zeit nur ihren Lieblingsradiosender aus Toruń (dies ist eine Anspielung auf Radio Maryja, das katholische Radioprogramm in Polen, das meistens von älteren Frauen gehört wird. Diese Frauen nennt man in Polen scherzhaft Mohairhüte – auch Anusiaks Oma trägt einen Hut aus Mohair). Die Oma und ihr Radio ist ein echtes Problem, das die Jungs lösen müssen.
19. Boróh, der Führer (Druch Boróh)
Frau Frałs Klasse fährt als Pfadfinder in den Wald. Der Anführer der Gruppe ist Boróh. Wegen Czesio und seinem Streichholz brennt der ganze Wald ab und Boróh kommt ums Leben.
20. Barbecue mit der Katze (Barbakiu z Mruczusiem)
Andzelika feiert ihren Geburtstag und lädt die Jungs ein. Außer ihnen sind Zajkowski und Karolina eingeladen. Die Jungs haben keine Geschenke. Czesio findet einen toten Kater, aber wegen einer durch Konieczkos verursachten Explosion fliegt der Kopf des Katers weg. Sie machen aus Czesios Exkrementen einen neuen. Der Hund von Andzelikas frisst den toten Kater und wird krank davon, aber ihm wird von der Krankenschwester geholfen.
21. Der Fluchbär (Miś Przekliniak)
Der Lieblingsbär von Czesio ist weg. Die Jungs versuchen den Bären zu finden. Leider, ist das nicht so einfach, wie sie gedacht haben. Sie machen die Erfahrung, dass mit dem „Müllesser“ (einem Obdachlosen) nicht zu spaßen ist.
22. Hinter den Kulissen (Behind the scenes) (Za kólisami)
diese Folge erinnert an ein DVD-Special, wo die Schauspieler alles über die Hintergründe der Serie erzählen.
23. Positive Schwingungen (Pozytywna wibracja)
Frau Frał leidet unter Verspannungen – sexuellen Verspannungen, wie sich herausstellt. Die Krankenschwester verschreibt ihr zur Behandlung „Vibratronix“ – einen Vibrator, aber den will sie nicht benutzen. Maślana ist bei seinem Onkel zu Besuch und erlebt, wie der Onkel seinen Stuhl mit seinem Penis zerbricht. Maślana kommt der Gedanke, dass der Onkel ja zu Frau Frał gehen könnte, um ihr zu helfen.
24. Memento Mori (Denk an den Tod) (Memęto Mori)
Die Jungs können sich in keiner Religion wiederfinden. Mit Koffein versuchen sie, den Priester umzubringen. Die reformierte Kirche von Andzelikas Vater finden sie scheiße. Auf der schwarzen Messe des satanistischen Busfahrers werden sie zum Teufel eingeladen. Dort werden sie aber wieder herausgeschmissen, weil Czesio ständig klaut.

### 3. Staffel
25. Karies (Próhnica)
Die Schule führt das Regierungsprogramm zur Zähnefluoridierung durch. Die vier Jungs nehmen aber daran nicht teil. Nach der Fluoridierung kommt die Zahnärztin in die Schule, um die Zähne zu kontrollieren. Die Zähne von Maślana, Konieczko und Anusiak findet sie schlimmer als Hiroshima. Später wird sie bei Czesios Darm gegessen.
26. Der Fall Czesio (Pszypadek Czesława)
Czesio kann sich nicht konzentrieren. Die Freunde würden ihm gerne helfen. In die Schule kommt der Spezialist Jan Bonk, der in Czesios Träume eindringt, um ihm zu helfen und sein Hirn zu retten. Tragischerweise kommt Bonk in Czesios Traum ums Leben, aber Czesio ist wieder normal.
27. Die Fußballweltmeisterschaft (Móndial)
Maślana wettet, dass Deutschland 6:0 gegen Polen gewinnt und gewinnt 800 Złoty. Später wettet er noch ein Mal – diesmal 8:0 für Österreich gegen Polen und gewinnt sogar 6400 Złoty. Schließlich will er noch ein Mal wetten, aber das polnische Fußballteam verliert. In der Schule leitet Frau Frał den Sportunterricht und hat einen Unfall. Statt ihrer führt nun die Krankenschwester den Unterricht als Vertretung. Die Jungs wollen Fußball spielen. Czesio ist aber als Torwart ein totaler Versager. Aus Jux kickt er den Ball direkt auf eine Mücke, die in dem Tor herumfliegt und schießt ein Eigentor. Frau Frał und die Krankenschwester wollen ein Fußballturnier organisieren. Die Gruppe wird gegen Iskra Opole spielen. Maślana gründet mit den Freunden eine Fußballwettagentur. Er wettet, dass Czesio 100 Tore erzielen wird. Vor dem Spiel singt Czesio ein unanständiges Anti-Fußball-Lied über Iskra Opole (Iskra Opole, ja iskrę w d***ę pi***ę deutsch Iskra Opole, die f***e ich in den A****.). Alles endet in einer Schlägerei.
28. Die Wahrheit des Bildschirms (Prawda ekranu)
Die Jungs gucken eine Liebesschnulze, in der die Hauptfiguren umgebracht werden. Am nächsten Morgen besucht die Klasse das Theater, wo die Jungs die Hauptfiguren aus der Fernsehserie wiedererkennen. Sie glauben, dass das Zombies sind. Frau Frał erklärt, dass nicht alles wahr ist, was man im Fernseher sieht. Deswegen, will sie den Wawels Drachen ausstellen, um den Kindern die Wahrheit zu zeigen.
29. Moped und Mäusedarm (Motorynka i Myszykiszki)
Anusiaks Opa ist fast tot. Der Opa verspricht ihm, dass er nach seinem Tod sein Motorrad erbt. Anusiak kann gar nicht auf den Tod des Opas warten und bittet Gott darum, schneller zu machen. Gott erhört die Bitte und so kommt der Tod auf die Welt und nimmt Anusiaks Opa mit. Obwohl die ganze Familie trauert, ist Anusiak glücklich, denn endlich bekommt er das Motorrad. Er fährt mit den Freunden und Eltern nach Modlinowo, wo sein Opa wohnte. Anusiak bekommt das Motorrad und wird auf der ersten Fahrt damit von der Polizei angehalten. Die Polizisten glauben, dass mit diesem Motorrad der Bürgermeister von Modlinowo umgebracht wurde. Die Jungs werden eingesperrt. Zu ihnen kommt der Tod aber Czesio kann mit ihm „Mausdarm“ spielen (was das ist, wird nicht wirklich erklärt). Czesio gewinnt und der Tod nimmt statt ihnen das Motorrad mit.
30. Der Fluder (Fluder)
Die „S“-Klasse (Klasse für spezielle Kinder) ist voll. Deshalb kommt ein Schüler daraus in Frau Frałs Klasse. Er heißt Robercik Fluder. Konieczko findet eine Spritze und die Jungs möchten sie testen, aber da kommt Fluder und nimmt ihnen die Spritze weg. Während des Unterrichts spritzt Fluder die Flüssigkeit aus der Spritze auf Andzelika. Sie sieht danach aus wie Czesio, da die Flüssigkeit aus Czesios Körper stammt. Andzelika wird von ihren Eltern nicht erkannt. Sie fährt ins Kinderhaus und die Jungs wollen Andzelika retten.
31. Haarige Demokratie (Kosmata Demokrancja)
Anusiaks Vater (wahrscheinlich ein Mitglied der polnischen Samoobrona-Partei) kandidiert, um Präsident zu werden. In der Klasse organisiert Frau Frał die Klassensprecherwahlen. Anusiak und Andzelika nehmen teil, aber Andzelika gewinnt.
32. Der Ausbruch (Gigant)
(„Gigant“ hat im Polnischen zwei Bedeutungen. Hier wird es im Sinne von „Ausbruch, Flucht“ benutzt) – Frau Frał ruft die Eltern der Jungs in die Schule. Frau Frał sagt den Eltern, dass ihre Kinder einen blauen Penis an den Adler auf dem polnischen Staatswappen geklebt haben. Die Jungs werden von ihren Eltern bestraft, alle außer Czesio, dem der Oberst mit Marcel alles über die polnischen Wahrzeichen erzählt. Czesio ist in die Flagge verliebt. Am nächsten Morgen kann sich Anusiak wegen der Schmerzen von der Strafe nicht auf den Stuhl setzen. Später sprechen die Jungs über alles und planen, von zu Hause auszuziehen und irgendwohin zu fahren. Sie steigen in den Zug nach Irgendwo ein. Die Maskottchen der Jungs wollen ein Märchen hören. So erzählt Czesio die Geschichte der Unabhängigkeit. Alle hören gut zu. Der Zug ist schon in seinen Zielort eingefahren. Konieczko sieht die russischen Buchstaben in dem Namen des Ortes. In das Abteil kommt ein Russe, um die Fahrkarten zu kontrollieren. Die Jungs schlagen ihn. Wegen dieser Situation hat Polen ein Problem mit seinen Maskottchen, die nach Russland gesendet werden.
33. Die Exhumierung (Ekskumancja)
Marcel ist ein bisschen betrunken. Die anderen glauben, er komme von einer Party. Wegen einer Wurzel fällt er und zerbricht sein Grab. Auf den Friedhof kommt die Krankenschwester, um ihren gestorbenen Mann zu besuchen. Sie sieht das zerstörte Grab und ruft den Friedhofsvorsteher an. Er erklärt, dass das manchmal passiert. Außerdem sagt er der Krankenschwester, dass sie ihren Mann zum Teufel jagen soll. Frau Frałs Klasse besucht diesmal das Krankenhaus. Der Arzt zeigt ihnen alles. Es gibt aber etwas Außergewöhnliches an ihm: Er sieht genauso aus wie der Friedhofsvorsteher. Die Jungs glauben, dass sie Zwillingsbrüder sind. Die vier Jungs haben keine Lust, mit ihrer Klasse das Krankenhaus zu besuchen, und besichtigen es alleine. So gelangen sie in einen Raum, wo sie einen Mann treffen, der ihnen den Körper von Verstorbenen zeigt. Alle werden starr vor Angst. Der Mann stiehlt Innereien, um sie zu verkaufen. Die Körper legt er zusammen mit Marcels Körper in den Krematoriumsofen. Da kommt der Czesios Bär zur Hilfe und bittet Gott, dass er die Jungs rettet. Gott (das Dreieck mit dem Auge) spricht mit ihm.
34. Ein Tscheche, Czesio und Brambor (Czech, Cześ i Brambor)
Andzelika ist zum Austausch in die Tschechische Republik gefahren und im Gegenzug kommt ein tschechischer Junge nach Polen, der Honzik heißt. Maślana zeigt seinen Freunden seinen neuen Hund Rambo. Er nimmt sich vor, den Hund in die Schule mitzubringen. Dort passiert ein Unglück. In der Zwischenzeit spaziert Andzelika mit Honziks Eltern durch Prag. Sie erzählen ihr die Geschichte über den Wolf Brambor. Leider ist die Geschichte kein Märchen.
35. Ruheloser Regen (Deszcze niespokojne)
Die Krankenschwester hat keine Lust zu arbeiten und geht nach Hause und guckt alte polnische Fernsehserien an. In allen sieht sie die vier Jungs auftreten. Der Titel Der Ruhelose Regen kommt von der polnischen Fernsehserie Czterej pancerni i pies (dt. eig. Vier Panzersoldaten und ein Hund).
36. Fritzis Impfung (Szczypionka dla Frycka)
37. Plansch-plansch (Kompu-kompu)
38. Püree für den Elefanten (Piure dla słonia)
39. Die Weihnachtsaufführung (Jasełki)

### 4. Staffel
40. Der Umzug (Pochót)
41. Rotznase (Mel)
42. Schlittenfahrt mit Próch (Kólik z Pruchem)
43. Blutiger Dienstag (Krfawy wtorek)
44. Gangsta-Desasta (Gangsta-Dewasta)
45. Die Biene und der Mathetest (Pździoszczoła i test z majzy)
46. Feuchte Träume I(Mokre sny I)
47. Feuchte Träume II (Mokre sny II)
48. Sandkuchen (Bapki z piahu)
49. Bruce-Lee-Style (Styl Brusliego)
50. Die Kraft wilder Affen (Moc Dzikih Małp)
51. Der Kanal (Kanau)
52. Die Hinrichtung (Egzekócja)
53. Der Automat (Ałtomat)
54. Biologische Waffen (Broń biologiczna)

### 5. Staffel
55. Tag des Kindes (Dzjeń dzjecka)
56. Totendings und Kamellen (Śmiercicha i cóksy)
57. Jungs oder Machos? (Chłopacy czy maczo?)
58. Die Lernolymiade (Olimiada nałukowa)
59. Die geheime Klinge der Samurai (Tajne Oszcze Samuraja)
60. Grüne Halus (Zieluna Haluna)
61. Feuerwehr Jungs (Hłopaki Strażaki)
62. Einführung von Jelro (Wprowadzenie Jełro)
63. Baustelle, Kuchen und Flinte (Bódowa, Placek i Splówa)
64. Meister des Altpapiers (Miszczu Makratury)
65. Kirmes (Festyn)
66. Tiefstes Dorf (Wioha)

### 6. Staffel
67. Höheres Gefühl (Óczucie wyszsze)
68. Die Rache von Zajjo (Zemsta Zajjo)
69. Die Nacht von lebenden Toten (Noc rzywyh trupóf)
70. Göttliches Hallo (Boże Halo)
71. Der Strich des Lebens (Kreha Rzycia)
72. Das Verhör (Pszesóhanie)
73. Schwarzer Penner Paparazzi (Czarny pijar paparaczi)
74. Nychts als Zirkus (Jistny Cyrk)
75. Leischtathletik (Letkoatletyka)
76. Hjuston, ach Du dickes Ei (Chjóston, ja pierdziu!)
77. Weihnachten mit der Klasse (Klasowa Wiligila)
78. Die Besuchung (Wizytancja)
79. Gelbes Hemd und Schraubeneindreher (Rzułta koszulka i śrubowkręt)

### 7. Staffel
80. Ewige Pest (Łospa wieczna)
81. Miesmache des Helden (Żenadera bochatera)
82. Winter in der Stadt (Zima w mieśdzie)
83. Eislaufen (Lodowiho)
84. Buch mein Freund (Ksionszka moim pszyjacielem)
85. Magische Kräfte (Magiczne moce)
86. Fyrorscht (Ódópieni)
87. Jungs verteidigen den Platz (Chłopacy placu broniom)
88. Wunder der Motorisierung (Cód motoryzancji)
89. Schwulinchen (Pedałuwa)
90. Mutter mit nackten Füßen (Matka Bosa)
91. Prohibition Bekana (Bekana prohibincja)
92. Kreucfahrt (Reis)
93. Nicht mal ein bisschen (Ani siór siór)
94. Mist (Kurde)
95. Buße (Pokóta)

### 8. Staffel
96. Tierchen (Zwieżontko)
97. Krankes Fleisch (Hore mięho)
98. Ich bin keine Ziffer (Nie jestem cyfrom)
99. Furzchen (Bonczek)
100. WEWEWE Affe im Zoo (WUWUWU maupa w zoo)
101. Wechsel der Wache (Zmiana warty)
102. Resozialisierung jetzt (Resocjalizacja jusz)
103. Zucker macht Hartgesotten (Cókier kszepi)
104. Der Schlüssel der Stoche (Klócz bocianuf)
105. Weibliche Primeln (Rzeński Pierwiosnek)
106. KO (Nokałt)
107. Sargnagel (Gwuść do trómny)
108. Höllenbrut (Spiekua rodem)
109. Kleine Maus (Małamysz)

### 9. Staffel
110. Feuchte Arbeit (Mokra robota)
111. Eisernes Lenkrad (Rzelazna kjerownica)
112. Roter Knopf (Czerwony gózik)
113. Anstrengend wie bei Ameisen (Mrófczy trut)
114. Farmagedon (Farmagedon)
115. Onkelchor (Hur wójuf)
116. Bei der Quelle (Ó źródła)
117. Der Nigger Bambo (Móżynek Bambo)
118. Paragon aus Zeit (Paragon Czasowy)
119. Dienst (Dyrzór)
120. Mein Vater (Muj Tata)
121. Hydro Rätsel (Chydro za gatka)
122. Komm, wir zeigen Dir die Briefmarken (Choć, pokarzem Ci znaczki)
123. Fiktion des Lebens (Fikcja życia)
124. Du ju spik inglisz (Du ju spik inglisz)
125. Der Sicherheitshebel (Wajha bespieczeństfa)
126. Schüler Sparkasse, Edding und Geisterhaus (SKO, flamaster i dom strachów)
127. Tag des Piloten (Dzień lotnika)

### Specials
S1. Das Allerbeste aus der ersten Staffel (Nailepsieisze debestofy sezon I)

### Filme
F01. (Włatcy Móch: Ćmoki, czopki i mondzioły)

## Trivia
- die Titel der polnischen Folgen haben Rechtschreibfehler, die zeigen, wie die Kinder schreiben.
- die Hauptfiguren haben keine Vornamen, außer Czesio, der keinen Nachnamen hat.
- die Eltern der Hauptfiguren haben keinen Kopf.